# Giuseppe Cesare Abba
Giuseppe Cesare Abba (6. listopada 1838. – 6. studenog 1910.), talijanski književnik. 
U mnoštvu suvremene „garibaldinske literature“ ističu se njegovi memoari Da Quarto al Volturno: noterielle d'uno dei Mille kao jedino umjetničko ostvarenje.
Djelo je objavljeno je zahvaljujući Giosuè Carducciiju.